# Чичара
Чичара (лат. Hemicaranx amblyrhynchus) — вид лучепёрых рыб из семейства ставридовых. Широко распространены в тропических и тёплых умеренных водах западной части Атлантического океана. Максимальная длина тела 50 см.

## Описание
Тело немного удлинённое, высокое, сильно сжато с боков, покрыто мелкой циклоидной чешуёй. Грудь полностью покрыта чешуёй. Рыло закруглённое, рот маленький. Глаза маленькие, их диаметр укладывается 3,3—4,3 раза в длину головы. Жировые веки выражены слабо. Окончание верхней челюсти доходит до вертикали, проходящей через начало глаза. Зубы на обеих челюстях расположены в один узкий ряд. На верхней части первой жаберной дуги 7—10 жаберных тычинок, а на нижней — 18—23 тычинки. Два спинных плавника. В первом спинном плавнике 7 колючих лучей, а во втором — 1 колючий и 25—30 мягких лучей. В анальном плавнике 1 жёсткий и 21—26 мягких лучей, перед плавником расположены 2 колючки. Передние доли второго спинного и анального плавников лишь слегка увеличены, их высота в 7,2—7,9 раза меньше длины тела. Грудные плавники длинные, их длина превышает длину головы; серповидные. Боковая линия делает высокую короткую дугу в передней части, а затем идёт прямо до хвостового стебля. В прямой части боковой линии 38—56 костных щитков. Нет боковых килей на хвостовом стебле. Хвостовой плавник раздвоенный. Позвонков: 10 туловищных и 16 хвостовых.

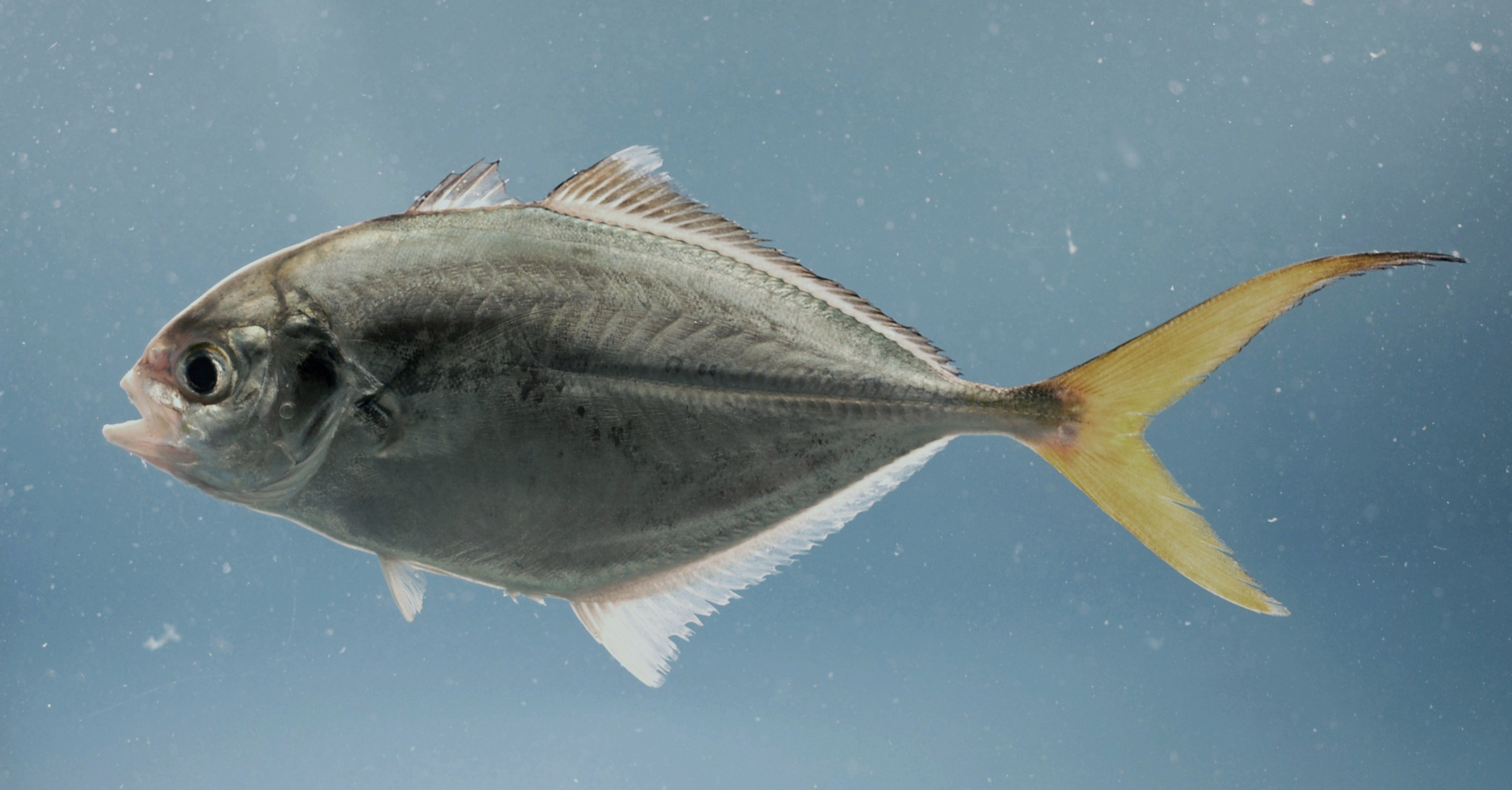

Верхняя часть тела тёмного синевато-зелёного цвета, нижняя часть — серебристая. На жаберной крышке большое чёрное пятно. Верхний край спинных плавников и край верхней лопасти хвостового плавника чёрного цвета. Остальные плавники прозрачные. У молоди по бокам тела проходит 4—5 тёмных вертикальных полос.
Максимальная длина тела — 50 см, обычно до 25 см.

## Биология
Морские бентопелагические рыбы. Обитают в прибрежных водах на глубине от 0 до 50 м, в средних слоях или у дна, заходят в солоноватые воды. Ведут одиночный образ жизни, иногда образуют небольшие группы. Молодь ассоциируется с медузами.

## Ареал
Распространены в западной части Атлантического океана от Северной Каролины до юга Бразилии, включая Мексиканский залив и Карибское море. У восточного побережья США встречаются довольно редко, не обнаружены у Малых Антильских островов.